# مرکز فرهنگی بلم
مرکز فرهنگی بلم (به پرتغالی: Centro Cultural de Belém) یک مرکز فرهنگی و همایش در پرتغال است که در لیسبون واقع شده‌است.
این مرکز که دارای ۱۴۰٬۰۰۰ مترمربع مساحت می‌باشد در سال ۱۹۹۳ تأسیس شده و بزرگترین مرکز فرهنگی در کشور پرتغال محسوب می‌شود.

## نگارخانه

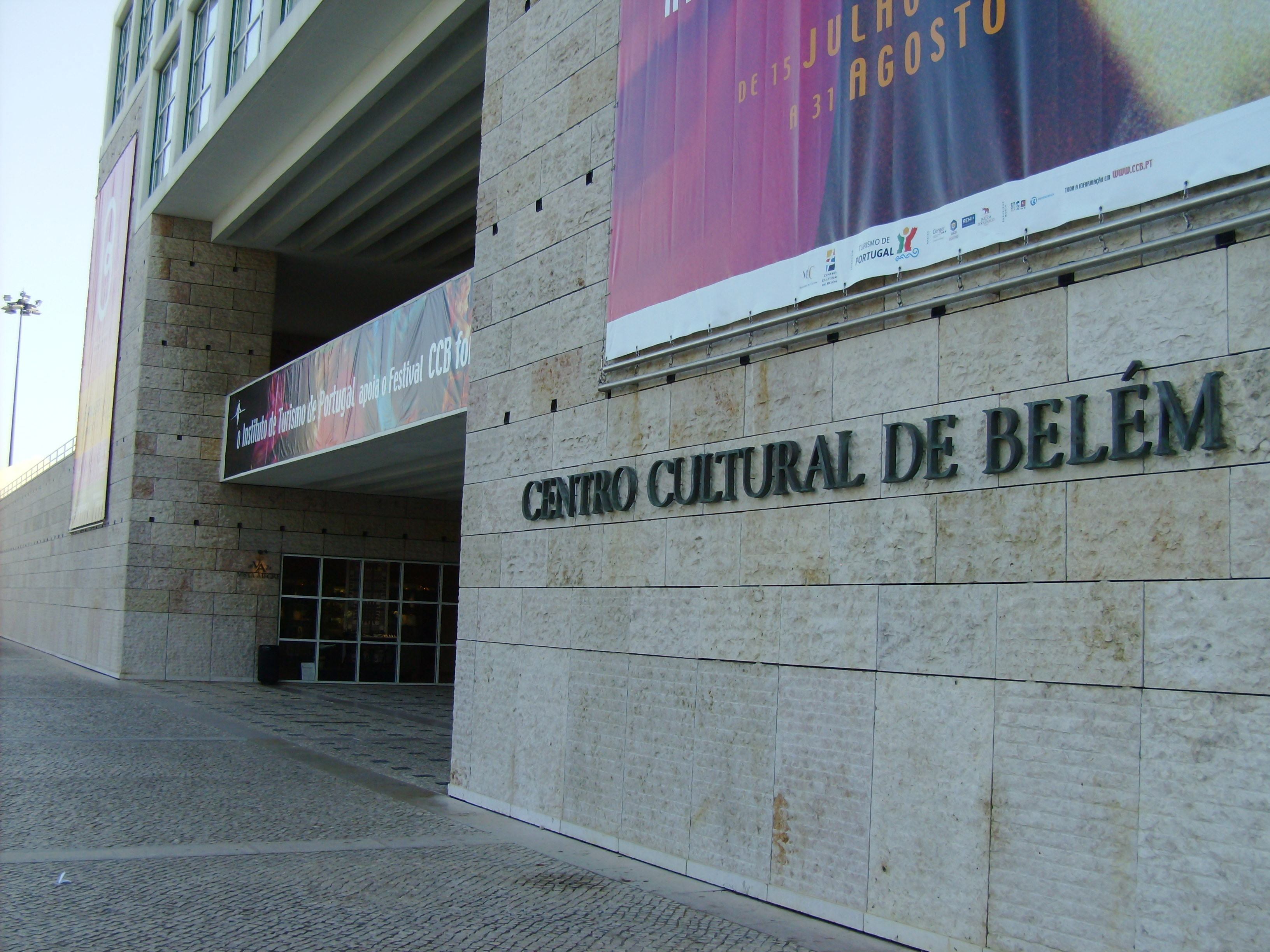
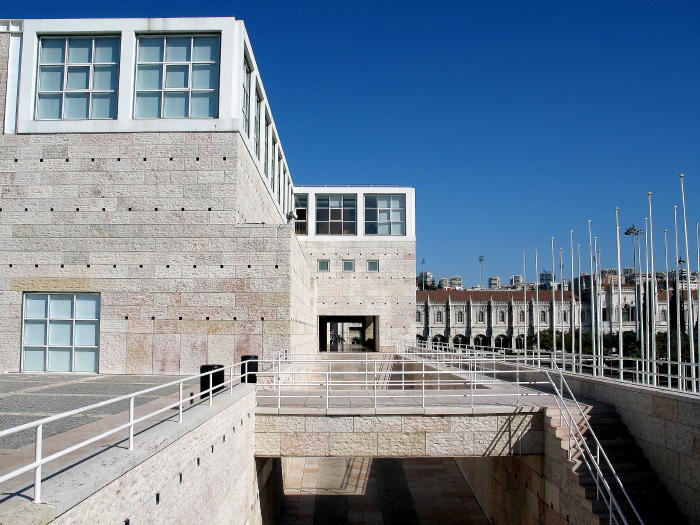
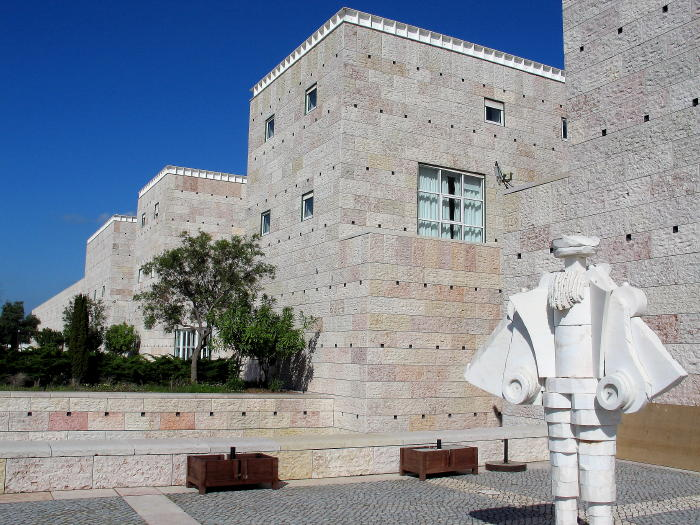
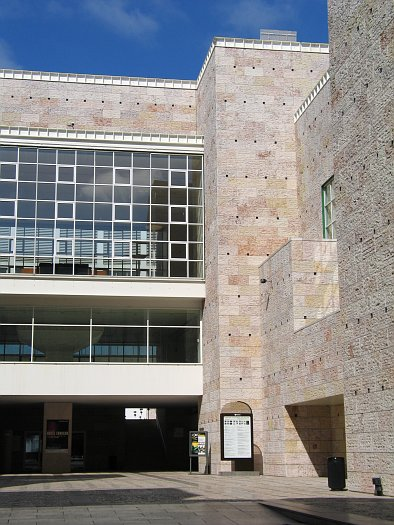